# يوم الطفل الفلسطيني
يوم الطفل الفلسطيني (بالإنجليزية: Palestinian Child’s Day)‏ هو اليوم الذي يحتفل فيه الأطفال الفلسطينيون في دولة فلسطين المحتلة، في 5 نيسان من كل عام.

## تاريخ الاحتفال
جاء إعلان يوم الطفل العالمي عندما أعلن الرئيس الراحل ياسر عرفات التزامه باتفاقية حقوق الطفل، حيثُ قام ياسر عرفات بإعلان الخامس من نيسان يومًا للطفل الفلسطيني؛ علماً بأن المصادقة الرسمية لدولة فلسطين على اتفاقية حقوق الطفل الدولية كانت في 2 نيسان 2014م.

## الوضع القانوني للأطفال في فلسطين
يوجد في دولة فلسطين قوانين عامة تختص بالطفل الفلسطيني مثل قانون الطفل الفلسطيني رقم (7) لسنة 2004م والقرار بقانون رقم (4) لسنة 2016م بشأن حماية الأحداث، حيث تعمل هذه القوانين على تقنين وحصر القوانين الخاصة بالطفل بهدف حمايته.

## الأطفال في الصراع الإسرائيلي الفلسطيني
يشير الأطفال في الصراع الإسرائيلي الفلسطيني إلى تأثير الصراع الإسرائيلي الفلسطيني على القصر في الأراضي الفلسطينية.
وجد فيليب إي فيرمان في دراسة أكاديمية أن رد فعل الجيش الإسرائيلي ضد أطفال فلسطين كان قويًا لدرجة أنه «يقضي عمليًا على فرص التدريب الفعال الموجه لحماية الأطفال». بحيث يتربى العديد من الأطفال في مخيمات اللاجئين ، وقد وصف داود كتاب أوضاعهم بالطريقة التالية:

### العنف ضد الأطفال
يُعتقل ويستجوي ويحتجز سنويًا ما يقرب من 700 طفل فلسطيني تتراوح أعمارهم بين 12-17 عامًا، غالبيتهم العظمى من الذكور ويتم الاعتقال من قبل الجيش الإسرائيلي والشرطة الإسرائيلية والقوات المستعربة.

## معرض الصور

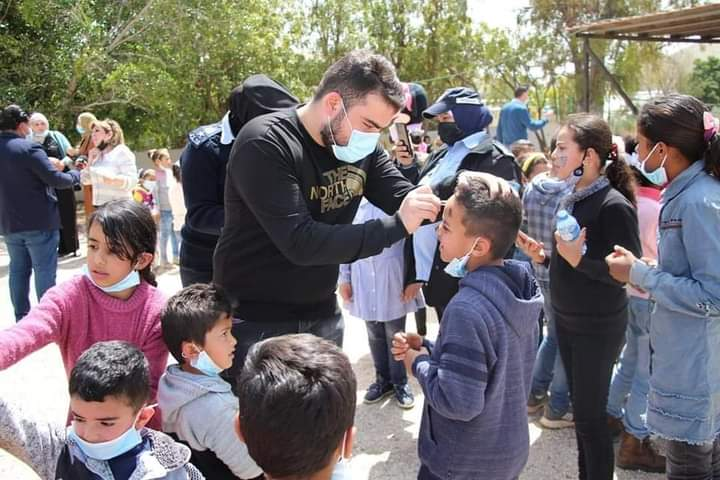
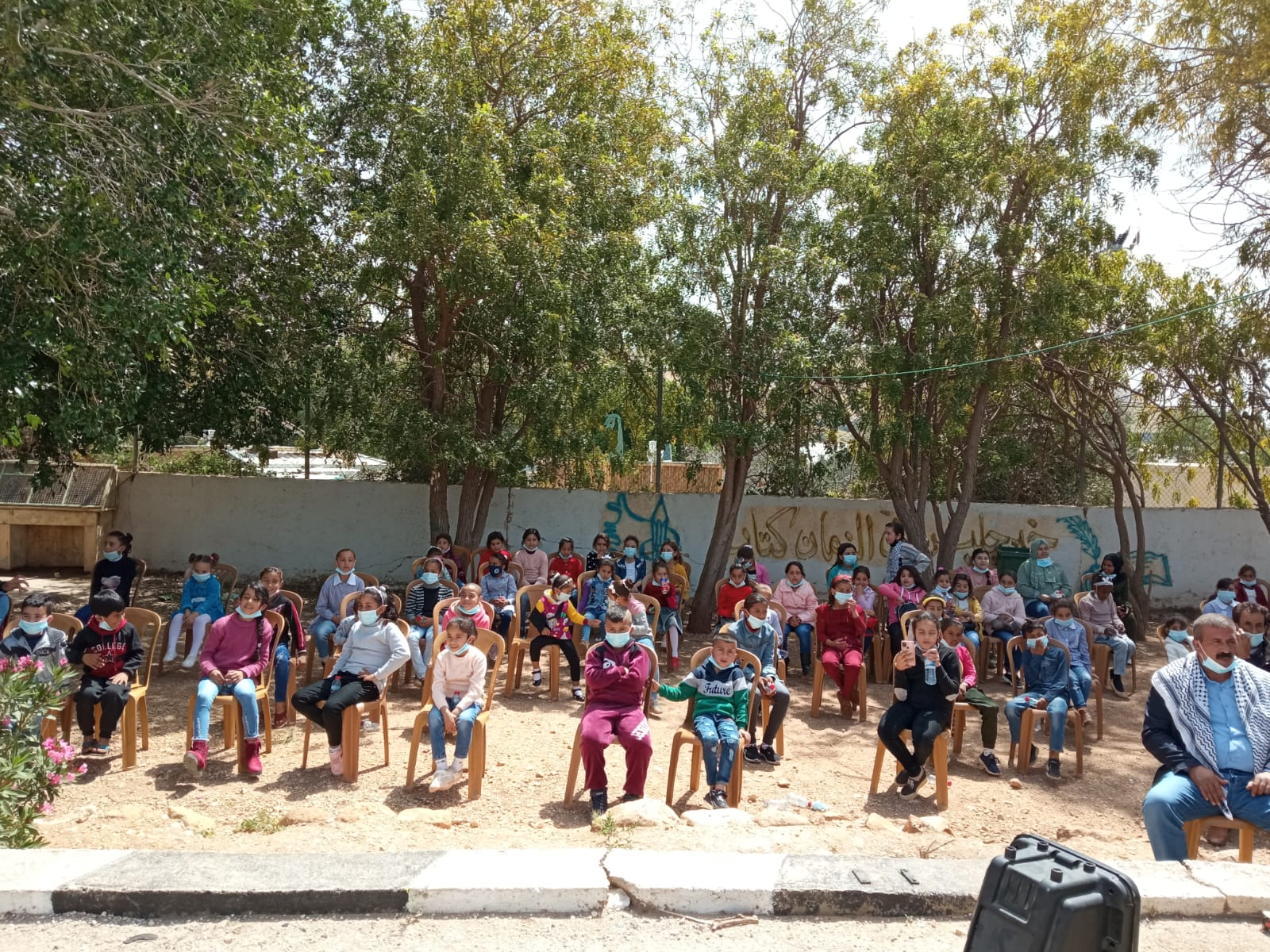
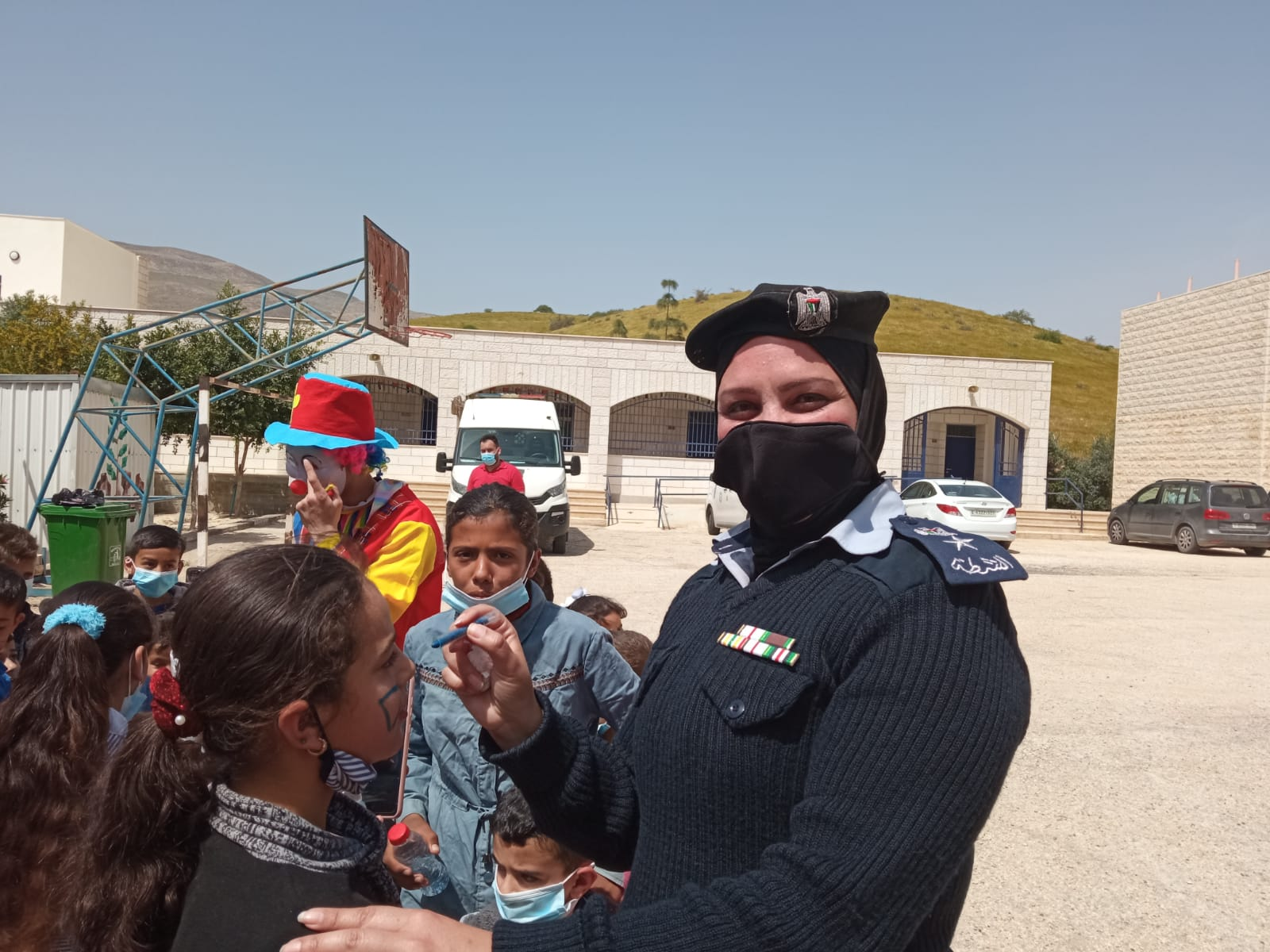
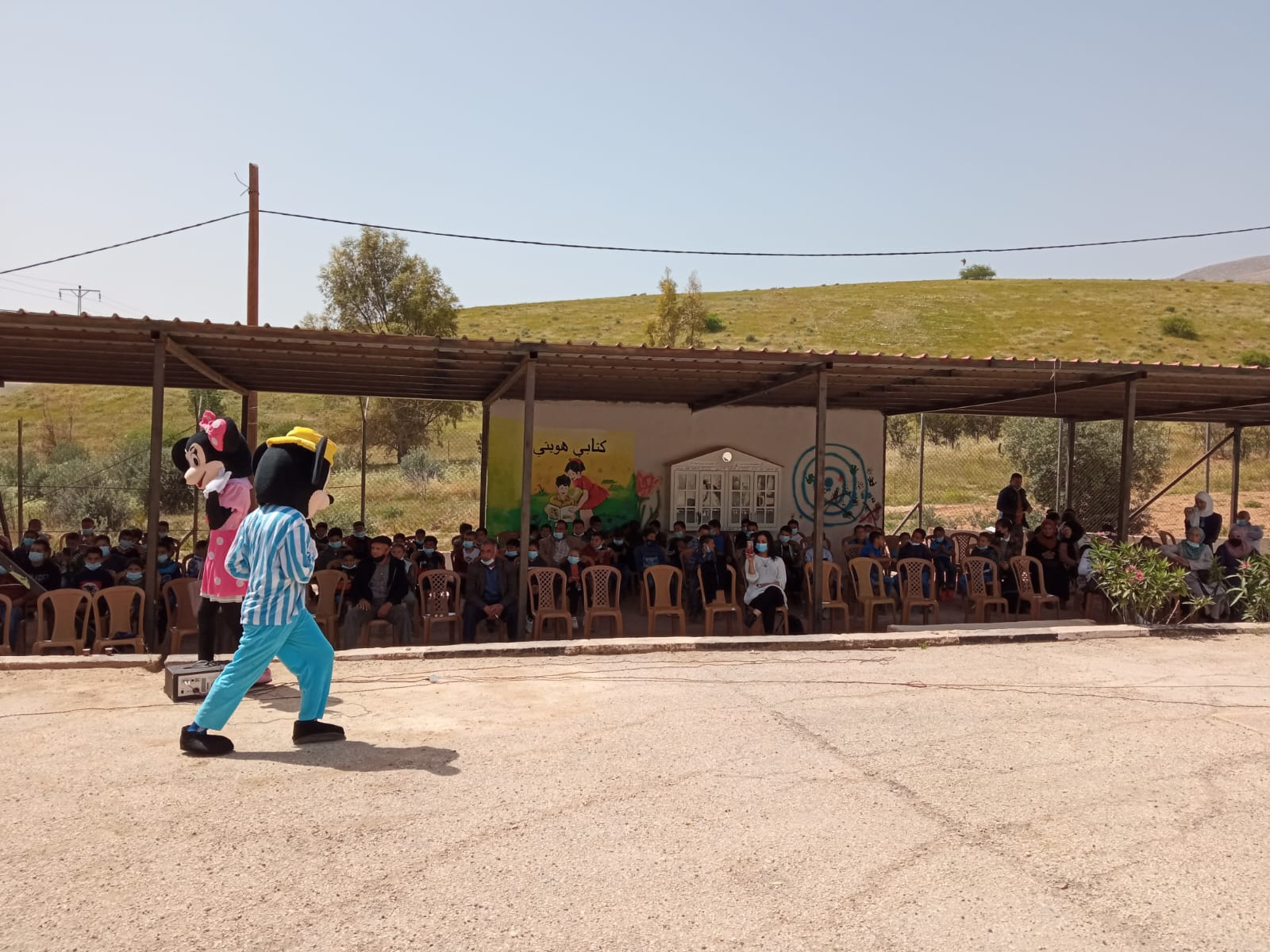